# 持田季未子
持田 季未子（もちだ きみこ、1947年10月21日 - 2018年12月18日）は、日本の美術史学者・比較文化学者。大妻女子大学名誉教授。

## 経歴
東京都港区高輪生まれ。本名・公子。1970年国際基督教大学卒業、1980年東京大学大学院人文科学研究科比較文学比較文化専攻博士課程単位取得満期退学、東京造形大学助教授、1993年同教授。1998年大妻女子大学比較文化学部教授。2018年定年、名誉教授となる。
立原道造研究から、建築、美術の研究に移行し、1992年『絵画の思考』で吉田秀和賞受賞。
2018年12月18日、癌による多臓器不全のため死去。71歳没。

## 著書
- 『生成の詩学 かたちと動くもの』（新曜社、1987）
- 『立原道造と伝統詩』（新典社、1991）
- 『絵画の思考』（岩波書店、1992）
- 『芸術と宗教』（岩波書店、1997）
- 『希望の倫理学 日本文化と暴力をめぐって』（平凡社選書、1998）
- 『一七世紀の光-オランダ建築画の巨匠サーンレダム』（岩波書店、2009）
- 『明治の精神　持田巽の生涯』（彩流社、2012）
- 『セザンヌの地質学　サント・ヴィクトワール山への道』（青土社、2017）

### 翻訳
- アンリ・マスペロ 『道教の養性術』（せりか書房、1983）
- E.ルーシー＝スミス 『1930年代の美術 不安の時代』多木浩二との共訳（岩波書店、1987）
- エーバーハルト・ロータース『ベルリン――芸術と社会 1910-1933』多木浩二、梅本洋一との共訳（岩波書店、1995）